# Pseudostella pegasis
Pseudostella pegasis är en fjärilsart som beskrevs av William Schaus 1912. Pseudostella pegasis ingår i släktet Pseudostella och familjen nattflyn. Inga underarter finns listade.